# Vaire-sous-Corbie
Vaire-sous-Corbie is een gemeente in het Franse departement Somme (regio Hauts-de-France) en telt 263 inwoners (1999). De plaats maakt deel uit van het arrondissement Amiens.

## Geografie
De oppervlakte van Vaire-sous-Corbie bedraagt 6,8 km², de bevolkingsdichtheid is 38,7 inwoners per km².
De onderstaande kaart toont de ligging van Vaire-sous-Corbie met de belangrijkste infrastructuur en aangrenzende gemeenten.

## Demografie
Onderstaande figuur toont het verloop van het inwonertal (bron: INSEE-tellingen).

## Externe links

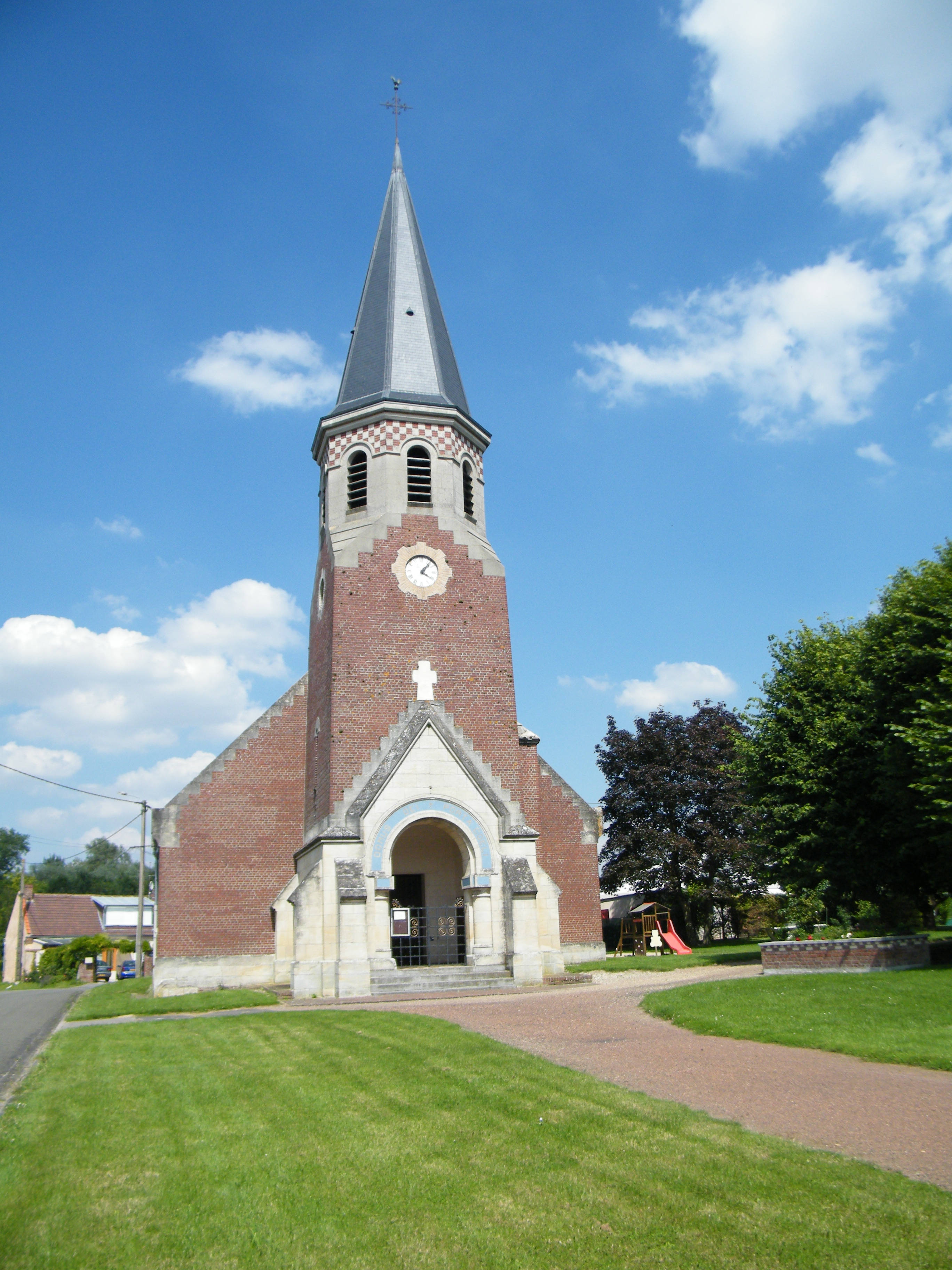
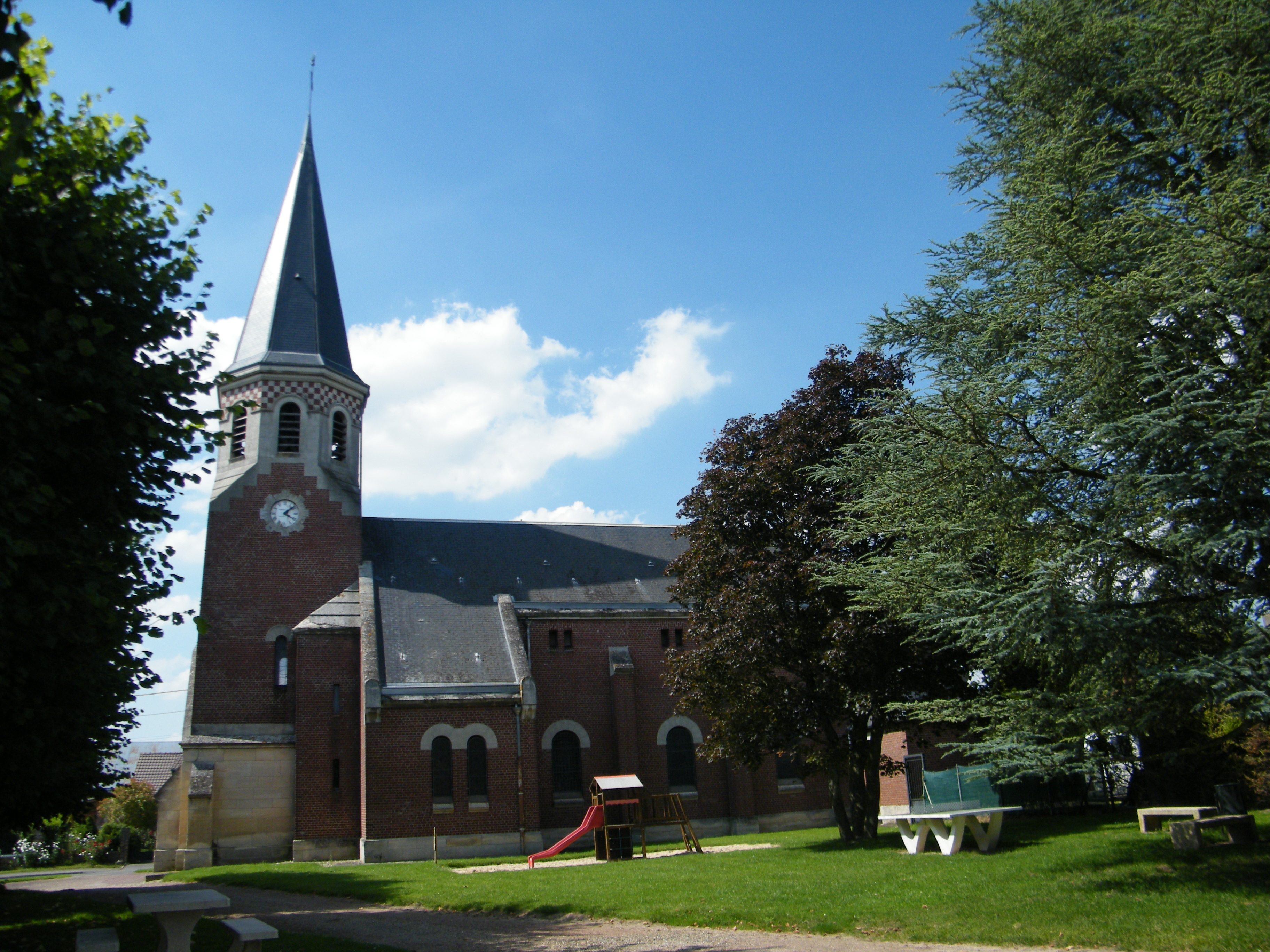
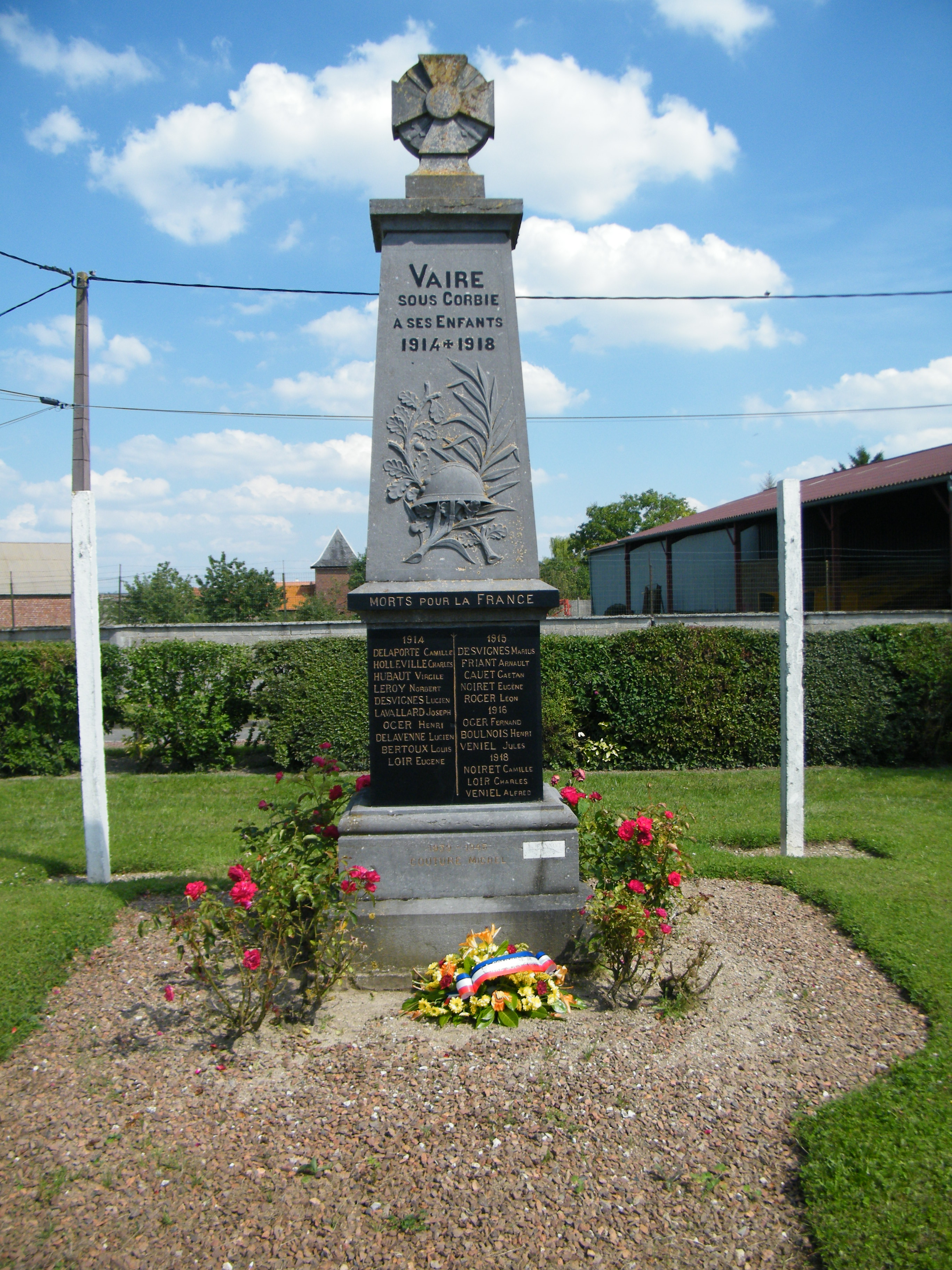
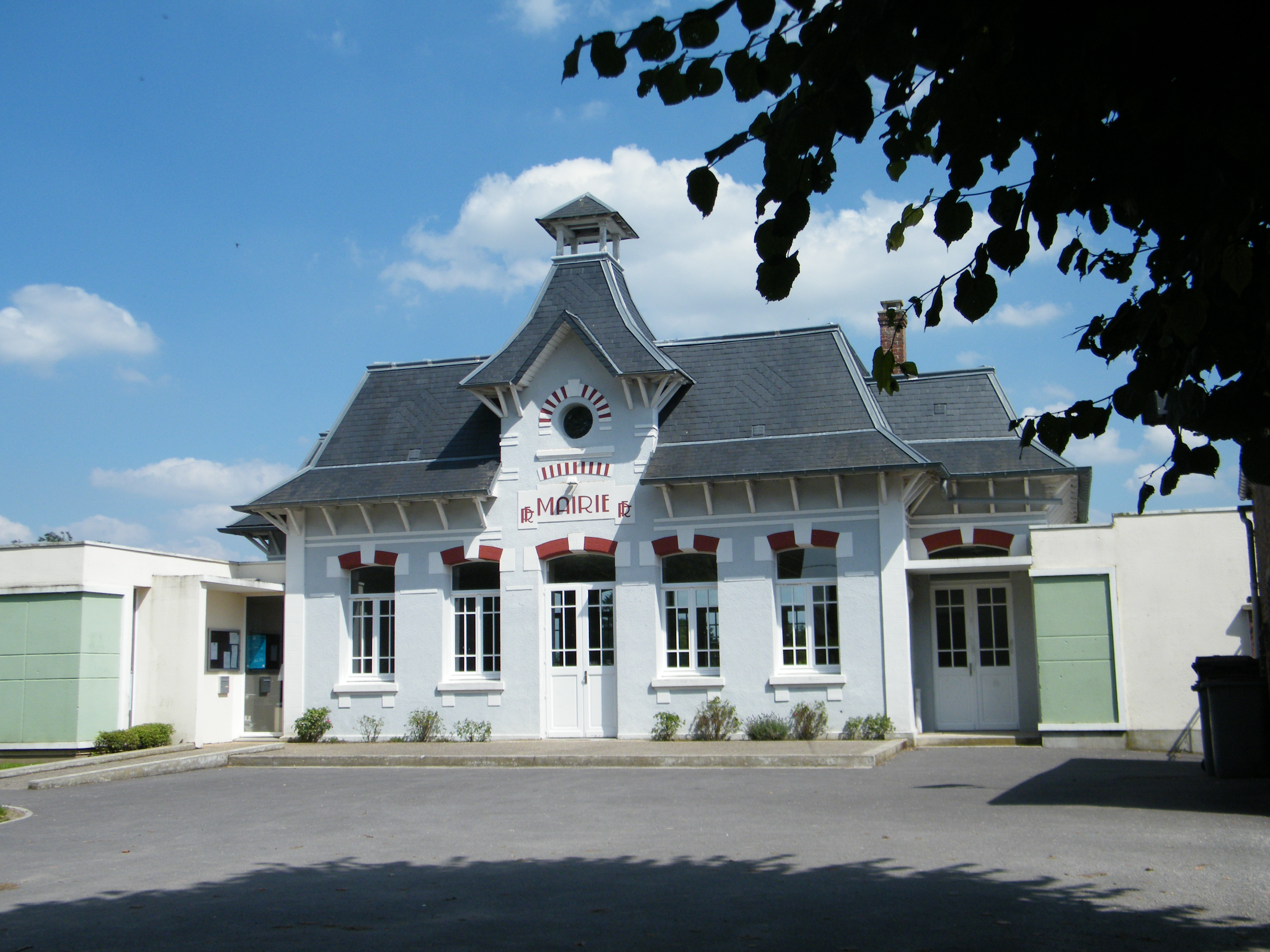
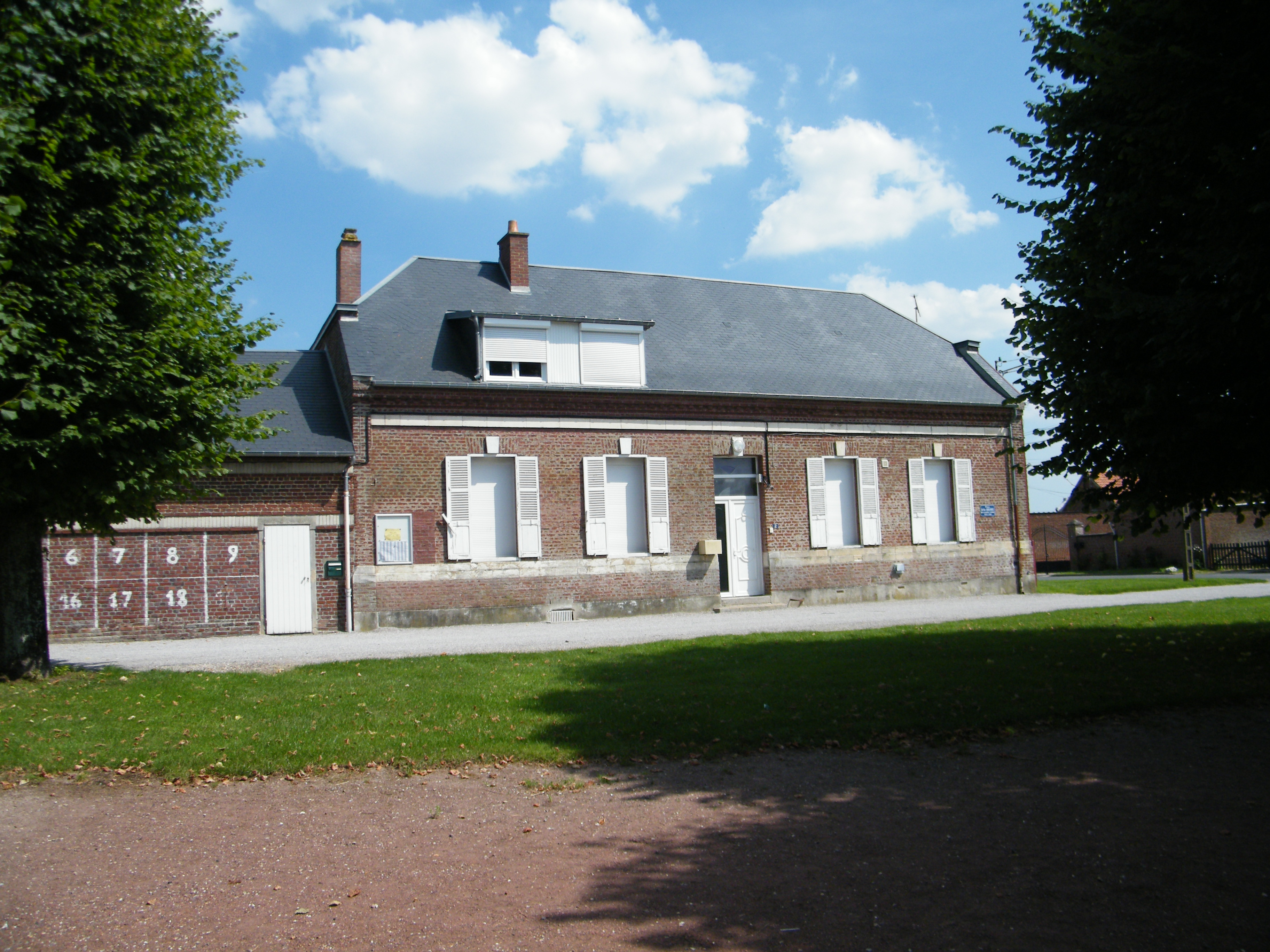